# Mimì - Il principe delle tenebre
Mimì – Il principe delle tenebre és una pel·lícula de terror de 2023 dirigida per Brando De Sica, protagonitzada per Domenico Cuomo i Sara Ciocca.

## Artument
El Mimì és un adolescent orfe nascut amb peus deformats que treballa en una pizzeria de Nàpols. Un mal dia coneix la Carmilla, una noia convençuda que és descendent del comte Dràcula. Junts decideixen fugir d'un món cínic i violent.

## Repartiment
- Domenico Cuomo com a Mimì
- Sara Ciocca com a Carmilla
- Mimmo Borrelli com a Nando
- Giuseppe Brunetti com a Bastianello
- Abril Zamora com a Giusi
- Dino Porzio com el líder dels gots
- Daniele Vicorito com a Rocco

## Llançament
La pel·lícula es va presentar el 9 d'agost de 2023 fora de competició al Festival Internacional de Cinema de Locarno.

## Premis
2023 - Ciak d'oro
- Nominació a Domenico Cuomo com a Reivelació de l'any[4]
- Nominació al millor cartell[5]

2023 - LVI Festival Internacional de Cinema Fantàstic de Catalunya
- Menció honorable Noves Visions a la fotografia (Andrea Arnone)[5]

2024 – Premis Vespertilio  
- Millor actor protagonista (Domenico Cuomo)[5]
- Millor director debut (Brando De Sica)[5]
- Millor pel·lícula[5]
- Millor muntatge (Francesco Galli)[5]
- Millor banda sonora (Pasquale Catalano)[5]

2024 – Nastro d'argento
- Nastro d'argento Hamilton – Behind The Camera a Brando De Sica i Domenico Cuomo[6]

2024 – Premi Claudio Caligari
- Millor pel·lícula italiana Noir[7][8]